# Medaglia per il giubileo dei 20 anni dell'Armata Rossa dei lavoratori e dei contadini
La medaglia per il giubileo dei 20 dell'Armata Rossa dei lavoratori e dei contadini (in russo Юбилейная медаль «XX лет Рабоче-Крестьянской Красной Армии»?, Jubilejnaja medal' «XX let Raboče-Krest'janskoj Krasnoj Armii») è stata un premio statale dell'Unione Sovietica.

## Storia
La medaglia venne istituita il 24 gennaio 1938.

## Assegnazione
La medaglia veniva assegnata a militari per premiare venti anni di servizio.

## Insegne
- La medaglia era di argento. Il dritto raffigurava una stella a cinque punte smaltata di rosso con sotto la cifra "XX". Sul rovescio, un soldato della Guardia Rossa in uniforme invernale con un fucile, a destra le date "1918" e "1938".
- Il nastro era grigio con bordi rossi.